# باول كريستو
باول كريستو (بالإنجليزية: Paul Cristo)‏ هو موزع وملحن أمريكي، ولد في 2 يناير 1980 في تلسا في الولايات المتحدة.

## وصلات خارجية
- الموقع الرسمي
- باول كريستو على موقع IMDb (الإنجليزية)
- باول كريستو على موقع قاعدة بيانات الفيلم (الإنجليزية)